# Квятоновице
Квятонови́це (пол. Kwiatonowice) — село в Польше в гмине Горлице Горлицкого повета Малопольского воеводства.

## География
Село находится в 8 км от административного центра гмины города Горлице и 95 км от центра воеводства города Краков.

## История
В 1975—1998 годах село входило в Новосонченское воеводство.

## Население
В селе проживают 625 человек, большинство которых являются представителями польской этнографической группы погужане.

## Достопримечательности
- Церковь Пресвятой Девы Марии Королевы Польши.

## Известные жители и уроженцы
- В 80-е годы XIX столетия в селе проживала швейцарская путешественница и писательница Лина Бёгли.